# 李春 (隋朝)
李春（？—？），隋朝工匠。

## 生平
他設計並建造了一座大型石拱橋，橫跨在趙州（河北趙縣）洨河上。現今稱為赵州桥（安濟橋、楊岳桥）。